# Orsingen-Nenzingen
Orsingen-Nenzingen ist eine Gemeinde im Landkreis Konstanz in Baden-Württemberg.

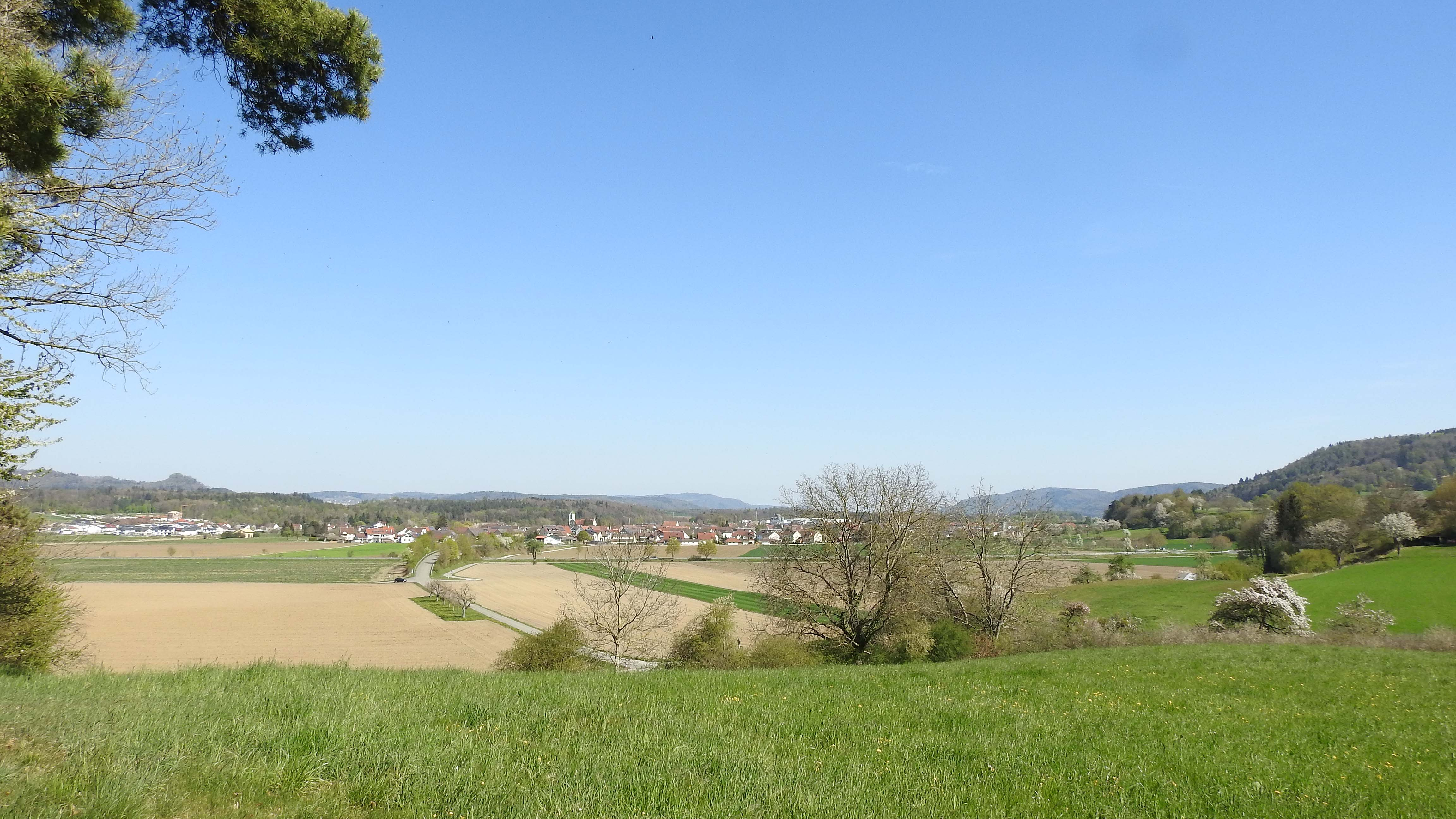
Orsingen von Westen

## Geographie

### Geographische Lage
Orsingen-Nenzingen liegt im Hegau zwischen Singen (Hohentwiel) und Stockach.

### Nachbargemeinden
Die Gemeinde grenzt im Norden an Eigeltingen, im Osten an die Stadt Stockach, im Süden an Steißlingen und im Westen an Volkertshausen und die Stadt Aach.

### Gemeindegliederung
Die Gemeinde Orsingen-Nenzingen besteht aus den Gemeindeteilen Nenzingen und Orsingen. Zu Nenzingen gehört das Dorf Nenzingen, der Zinken Zollbruck, das Gehöft Dürrenast und der Wohnplatz Sägewerk, zu Orsingen gehört das Dorf Orsingen, der Weiler Langenstein, die Höfe Portugieserhof und Stockfelderhof und die Wohnplätze Rebhaus und Tierkörperverwertungsanstalt.

## Geschichte

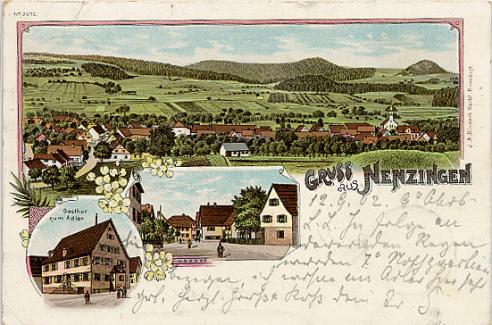
Nenzingen 1902

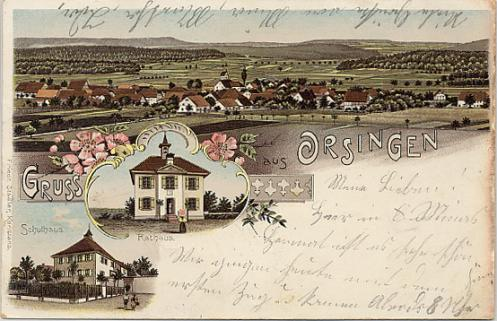
Orsingen um 1900

Zwischen Orsingen und Wahlwies, im Gewann „Im unteren Bann“, wurden von 2015 bis 2017 bei archäologischen Ausgrabungen rund 600 Einzelfunde aus der Bronzezeit (1600 bis 1300 vor Christus) gemacht: sie zeichnen ein deutliches Bild einer Siedlung mit mehreren nordwestlich-südöstlich ausgerichteten Häusern an dieser Stelle.
Auch später war das Gebiet bewohnt, denn Gräberfunde aus der Hallstattzeit (800-450 v. Chr.) deuten auf eine keltische Besiedlung hin.
In römischer Zeit befand sich in Orsingen ein Vicus, eine dorfähnliche Siedlung, der von den umliegenden römischen Gutshöfen (unter anderem in Eigeltingen und Wahlwies) versorgt wurde. Das Siedlungsgelände liegt im Westen von Orsingen im Bereich Kopfäcker und Löchlefurt. Durch Ausgrabungen nachgewiesen sind ein öffentliches Bad, ein gallo-römischer Umgangstempel sowie drei Wohnhäuser. Dieser Befund sowie die Ausdehnung der Siedlung zeigen, dass es sich um einen wichtigen Rast- und Handelsplatz gehandelt haben dürfte, der im Schnittpunkt zweier Römerstraßen lag. Gefundene Terra Sigillata belegt für Orsingen eine Siedlungskontinuität von 80 n. Chr. bis zum Fall des Limes im Jahr 260 n. Chr. Ob der Vicus noch lange bewohnt blieb, ist unklar, die Endung -ingen weist allerdings auf eine alamannische (Neu-?)Gründung hin, die im 6./7. Jahrhundert stattgefunden haben dürfte.
In der Nähe des heutigen Nenzingen gibt ein umfangreiches Gräberfeld aus dem 6. bis 7. Jahrhundert Aufschluss über die Ansiedlung der sesshaft gewordenen Alemannen, deren Führer Nanzo sich mit seinem Gefolge hier niederließ und dem Ort dem Namen gab. Die Funde sind im Hegau-Museum in Singen ausgestellt.
Am 21. April 839 wurde Nenzingen als Nancingas in einer Urkunde des Klosters Reichenau erstmals erwähnt. Der Ort gehörte zur Landgrafschaft Nellenburg und kam nach dem Aussterben der Grafen von Nellenburg 1423 zu Vorderösterreich. Am 25. März 1799 kam es zur Schlacht bei Stockach, die eigentlich Schlacht von Nenzingen heißen müsste, denn das Dorf lag genau zwischen den Stellungen der Österreicher und Franzosen. 1805 kam Nenzingen zu Württemberg und 1810 im Grenzvertrag zwischen Württemberg und Baden zum Großherzogtum Baden.
Am 27. Dezember 1094 wurde Orsingen erstmals urkundlich erwähnt. Zu dieser Zeit gehörte auch dieses Dorf zum Einflussbereich der Landgrafen von Nellenburg, die es jedoch 1174 an die Herren von Langenstein weitergaben. In den folgenden Jahrhunderten wechselten die Besitzer häufig, bis Orsingen 1826 zu Baden kam.
Beide damals selbstständigen Gemeinden gehörten bis 1973 zum Landkreis Stockach. Als dieser aufgelöst wurde, wechselten sie in den Landkreis Konstanz. Im Zuge der baden-württembergischen Gemeindereform wurden die beiden Gemeinden am 1. Januar 1975 zusammengelegt.

## Bevölkerung
Die Gemeinde Orsingen-Nenzingen hat 3590 Einwohner.

### Gemeinderat
Der Gemeinderat in Orsingen-Nenzingen besteht aus den gewählten 14 ehrenamtlichen Gemeinderäten und dem Bürgermeister als Vorsitzendem. Der Bürgermeister ist im Gemeinderat stimmberechtigt. Bei der Kommunalwahl am 9. Juni 2024 wurde der Gemeinderat durch Mehrheitswahl gewählt. Mehrheitswahl findet statt, wenn kein oder nur ein Wahlvorschlag (Gemeinschaftsliste für Orsingen-Nenzingen) eingereicht wurde. Die Bewerber mit den höchsten Stimmenzahlen sind dann gewählt. Die Wahlbeteiligung lag bei 71,14 % (2019: 68,5 %).
Bei der Kommunalwahl 2019 waren noch drei Listen zur Wahl angetreten:
| Partei / Liste    | Stimmenanteil | Sitze |
| CDU               | 29,3 %        | 4     |
| FWV/SPD           | 57,9 %        | 8     |
| Freie Grüne Liste | 12,8 %        | 2     |

### Bürgermeister
Bürgermeister von Orsingen-Nenzingen ist Stefan Keil. Keil ist parteilos und hat das Amt seit dem 1. Juni 2021 inne.
- 1975 bis 1989: Alfons Fritschi (zuvor ab 1969 Bürgermeister der früheren Gemeinde Orsingen[9])
- 1989 bis 2021: Bernhard Volk
- seit 2021: Stefan Keil

### Wappen
| Wappen der Gemeinde Orsingen-Nenzingen | Blasonierung: „Unter goldenem Schildhaupt, worin eine vierendige blaue Hirschstange, in gespaltenem Schild vorn in Schwarz eine silberne Kugel, hinten in Silber ein durchgehendes rotes Kreuz.“ |
| Wappen der Gemeinde Orsingen-Nenzingen | Wappenbegründung: Die Gemeinde wurde am 1. Januar 1975 durch Vereinigung von Orsingen und Nenzingen gebildet. Das am 14. September 1976 vom Landratsamt Konstanz verliehene Wappen ist durch Kombination der Bilder beider Ortswappen entstanden, die 1899 und 1896 von den Gemeinden angenommen worden waren. Die Hirschstange im Schildhaupt erinnert für beide Ortsteile an die Landgrafschaft Nellenburg, zu der sie bis zur Auflösung des Alten Reiches 1805 gehörten. Die silberne Kugel im schwarzen Feld entspricht in farblicher Umkehrung dem Wappen der Herren von Raitenau, die die Grundherrschaft über Orsingen als Teil der Herrschaft Langenstein von 1568 bis 1671 ausübten. Früheste Besitzrechte hatte in beiden Orten das Kloster Reichenau, dessen Wappen das hintere Feld ausfüllt. |

Wappen der ehemals eigenständigen Gemeinden

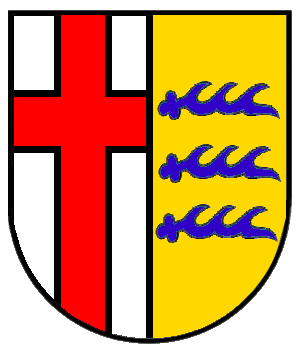
Nenzingen
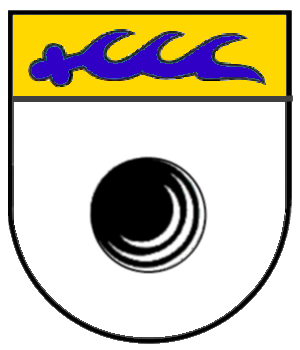
Orsingen

- Nenzingen: In gespaltenem Schild vorne in Silber ein rotes Kreuz, hinten in Gold drei liegende vierendige blaue Hirschstangen übereinander.
- Orsingen: Unter goldenem Schildhaupt, darin eine liegende vierendige blaue Hirschstange, in Silber eine schwarze Kugel.

## Wirtschaft und Infrastruktur
Die früher eher landwirtschaftlich geprägte Gemeinde entwickelte sich zu einer Wohngemeinde, in der sich auch immer mehr mittelständische Betriebe ansiedeln. Orsingen bietet mit dem Gewerbegebiet Hinter dem Spital, Nenzingen mit dem Gewerbegebiet Im Grund Grundstücke für kleine und mittlere Unternehmen. Die Gemeinde hat auch Anteil an dem gemeinsam mit der Stadt Stockach erschlossenen Industriegebiet Hardt.

### Verkehr

#### Fernstraßen
Orsingen-Nenzingen liegt nahe der Bundesautobahn 98, die eine Anbindung Richtung Stuttgart, Singen (Hohentwiel), Schaffhausen, Konstanz und Friedrichshafen gewährleistet. Der Nahbereich ist mit der Bundesstraße 31 und der Landesstraße 223 erschlossen.

#### Bahnverkehr
Bahnanschluss besteht im Ortsteil Nenzingen durch die Seehäsle genannte Strecke Radolfzell–Stockach, die von der Deutschen Bahn (bis 9. Dezember 2023 Hohenzollerischen Landesbahn (HzL)) im Halbstundentakt bedient wird.

#### Radverkehr
Durch eine Alltagsroute aus dem Radnetz Baden-Württemberg sind Orsingen und Nenzingen mit Stockach und über Steißlingen mit Singen verbunden.
Durch Orsingen verlaufen als Radfernwege die D-Route 6 und die Eurovelo-Route 6 (Atlantik – Schwarzes Meer). Zwischen Radolfzell und Tuttlingen verlaufen sie über Wahlwies, Eigeltingen und den Berg Witthoh und verbinden das Rhein-Bodensee-Gebiet mit der Donau.
Durch Orsingen verläuft auf derselben Trasse zudem als Landes-Radfernweg der Schwäbische-Alb-Radweg. Er führt über die ganze Schwäbische Alb vom Bodensee nach Donauwörth. Er verläuft von Ludwigshafen über Wahlwies, Eigeltingen, Aach und Engen Richtung Donauversickerung bei Immendingen.

### Behörden
Der Sitz der Verwaltung befindet sich im Ortsteil Nenzingen.

### Bildung
In jedem Ortsteil gibt es einen kommunalen Kindergarten mit angeschlossener Hortgruppe sowie in Nenzingen eine Grundschule (Ganztagesschule).

## Kultur und Sehenswürdigkeiten

### Bauwerke

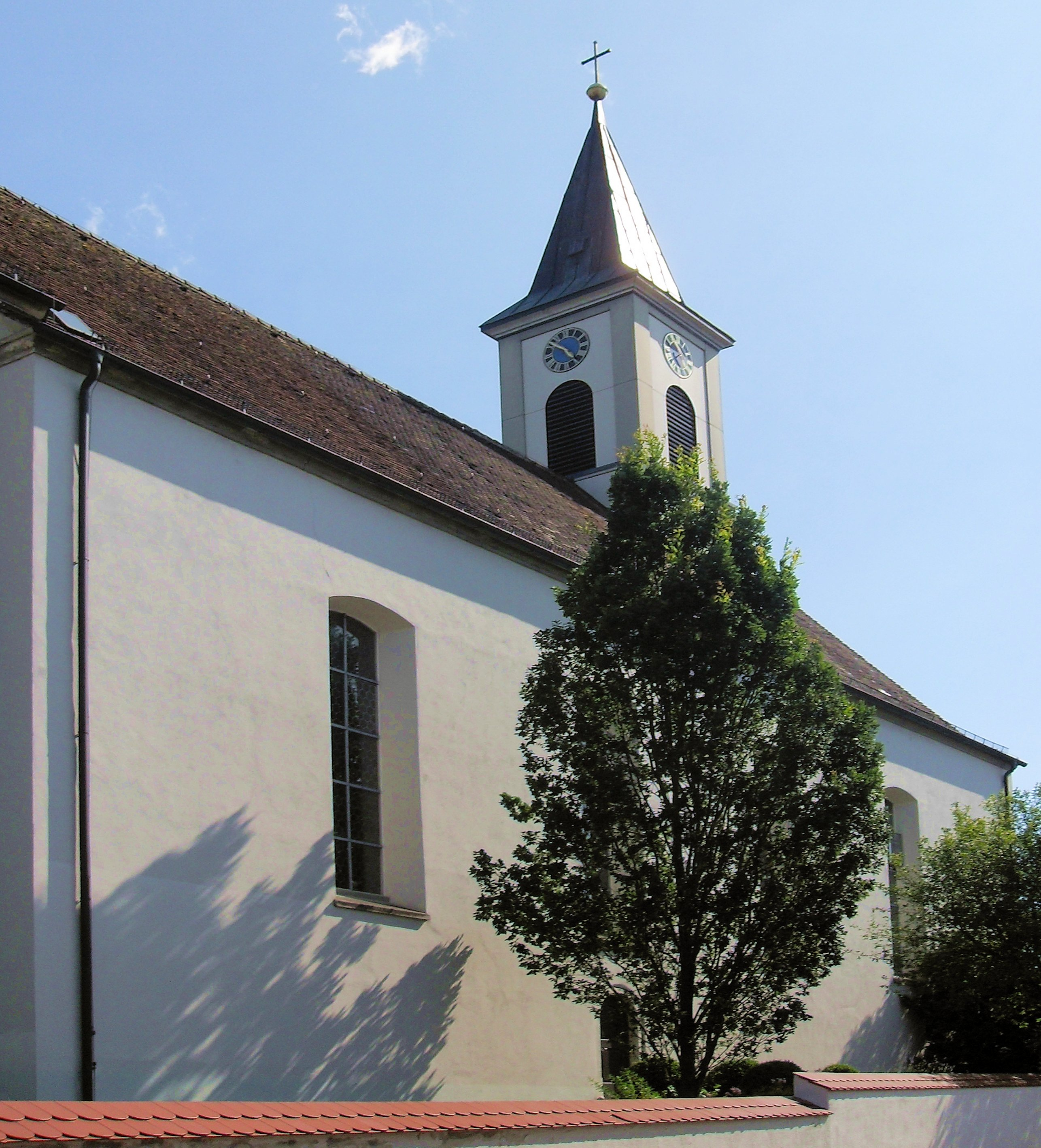
Kirche St. Ulrich in Nenzingen

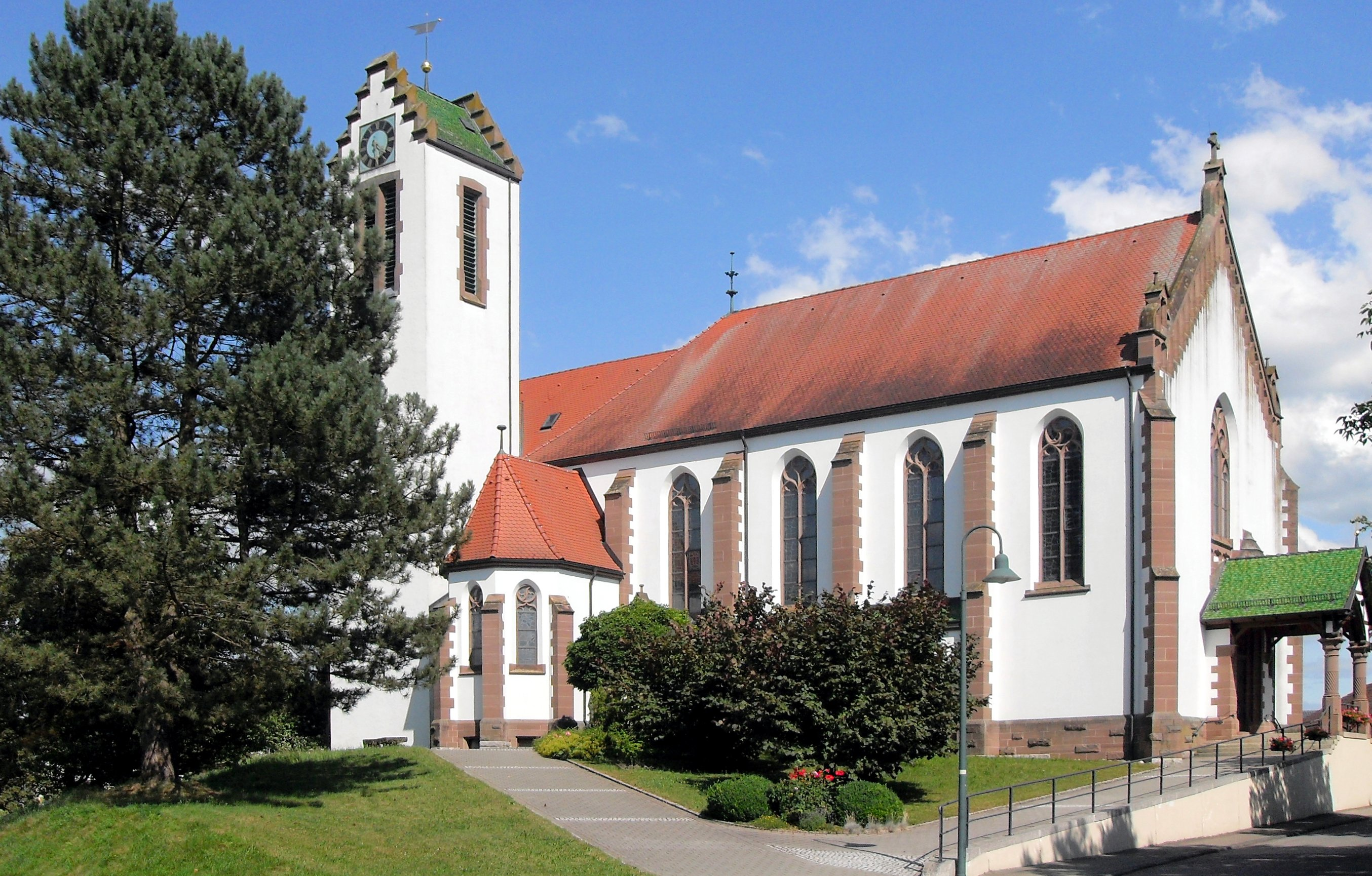
Kirche St. Peter und Paul in Orsingen

- In Orsingen befindet sich die an die St.-Peter und Paul-Kirche angebaute Johanniterkapelle. Sie wurde 1627 erbaut.
- Im Ortsteil Nenzingen stehen die Kirche St. Ulrich und die Martinskapelle, deren Glocke als die zweitälteste in Deutschland gilt. Der Hochaltar verfügt über Blättern von Joseph Ignaz Wegscheider und Kopien mehrere Figuren des Bildhauers Joseph Anton Feuchtmayer. Die Originale sind im Rosgartenmuseum in Konstanz ausgestellt. Die Kapelle wurde im Jahre 2006 renoviert.
- Bei Orsingen fanden sich Reste einer zivilen römischen Straßensiedlung (Vicus Orsingen) aus vespasianischer oder trajanischer Zeit,[14] Bereits zum Ende des 19. Jahrhunderts war man auf römische Mauern gestoßen und fand römische Waffen,[15] 1910/1911 gab es erneut Funde von römischen Gebäudereste[16] römerzeitliche Keramik[17] und eine 1976 gefundene Kupfermünze, sowie eine den Gott Iuppiter darstellende Hausaltarfigur. Die Fundmünze datiert in das Jahr 71 n. Chr. und wurde in Rom geprägte. Die Bronze-Statuette befindet sich im Bestand des Freiburger Museums für Vor- und Frühgeschichte. Eine Römerstraße zog sich von Eschenz (Tasgetium) über Rielasingen-Singen, Friedingen, Maiershöfe und Wiechs an Orsingen vorbei nach Liptingen. In Orsingen gab es einen Abzweig nach Pfullendorf und Burgweiler. Zwei weitere Fundmünzen datieren in eine Nachlimeszeit zwischen 330 und 341 n. Chr.[18]
- Auf dem Gemeindegebiet von Orsingen-Nenzingen gibt es folgende Burgreste: Burg Großer Felsen, Heidenschlössle, Burg Kirnberg.

### Museen
In historischer Umgebung des Schloss Langensteins befindet sich das Fasnachtsmuseum Schloss Langenstein der Narrenvereinigung Hegau-Bodensee.